# Ludwig Erk
Ludwig Christian Erk (Wetzlar, 6 de enero de 1807 - Berlín, 25 de noviembre de 1883), fue un musicólogo, compositor, académico, profesor de música y coleccionista del folclore popular alemán.
Comenzó los estudios literarios bajo la dirección del pastor evangelista J. D. Spiess en Sprendlingen. Jacques Offenbach fue su maestro de armonía y composición y el célebre organista Rinck completó su educación musical. En 1826 fue profesor de música en Moers y desde 1836 director de la Escuela Normal de Berlín.
Estudió con gran entusiasmo los cantos populares alemanes, determinando el origen y la forma primitiva de numerosas melodías, demostrando en estos trabajos un gusto exquisito y gran erudición. Publicó bien solo o bien en colaboración con Arthur De Greef, Fielitz, W. Ismer, Henschel, etc ... 11 colecciones de corales y cantos a una o más voces mixtas que consiguieron en Alemania un éxito extraordinario; También, se le debe, otras colecciones de corales de los siglos XVI y XVII, numeroso artículos en diferentes revistas musicales, entre ellas la Caecilia, de Maguncia y la fundación de un diario de literatura musical denominado Euterpe, ein musikalisches Monatblatt.

## Obras seleccionadas
Sus obras más notables son:
- Dreiund vierstimmige Gesänge tür Schule und Haus(Bonn, 1830);
- Methodischer leitfaden, etc., (Crefeld, 1834);
- Col·lecció de cants (Essen, 1834);
- Choralbuch für Schul und Haus, etc., (Berlín, 1836);
- Singvoglein (Essen, 1842-1848);
- Kinergärtchen (Essen, 1843);
- Die Deu schen Volkslider (1838-1841);
- Deutscher Liedergarten (1846-47).